# Anteosauria

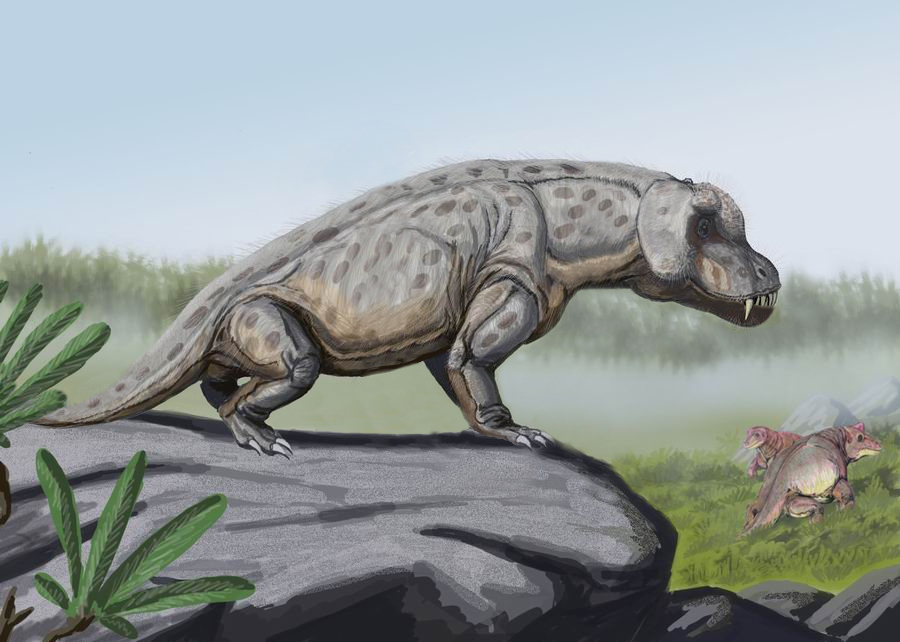
Anteosaurus is een van de grootse Anteosauria

De Anteosauria zijn een uitgestorven groep Synapsida behorend tot de Dinocephalia.

## Definitie
In 1962 benoemde Lieuwe Dirk Boonstra een superfamilie Anteosauria. De naam is via Anteosaurus afgeleid van de reus Antaios.
In 2000 definieerde Christian Alfred Sidor een klade Anteosauria als de groep bestaande uit Anteosaurus magnificus Watson 1921, en alle soorten nauwer verwant aan Anteosaurus dan aan Tapinocephalus atherstonei Owen 1876.

## Evolutie
De Anteosauria duiken op aan het begin van het middelste Perm en verdwijnen weer op het eind van dat tijdvak. Een basale vorm is Microsyodon. De eerste basale Synpasida die ontdekt werden, waren ten dele anteosauriërs uit Rusland. Die zijn soms ook geologisch zeer oud en lange tijd was er de notie dat de groep in Rusland ontstaan zou zijn. Tegenwoordig zijn echter even oude anteosauriërs uit Zuid-Afrika bekend.

## Beschrijving
Anteosauria konden vrij groot worden, tot tegen de vijf meter lang en met een schedel van tachtig centimeter lengte. De vroegste vormen van de klade waren echter kleiner, met schedellengtes van zo'n dertig centimeter.
De anteosauriërs hadden hun gedeelde nieuwe kenmerken, synapomorfieën. Verschillende daarvan zijn geopperd. De praemaxilla is omhoog gedraaid. De ploegschaarbeenderen hebben opstaande langwerpige randen. Bij de pterygoïden zijn de takken naar de quadrata hecht tegen elkaar gedrukt. De onderrand van het bovenkaaksbeen is bol. Er bevindt zich een richel op het raakvlak van jukbeen en traanbeen. De achterrand van de oogkas is onderaan sterk naar voren gekromd.
De schedel van anteosauriërs is langwerpig, net als bij hun voorouders uit de basale Sphenacodontia. Maar terwijl bij de laatsten de snuit typisch afhing, is die bij de Anteosauria juist naar boven gedraaid. De tanden in de snuit zijn lang en dicht tegen elkaar gedrukt, een soort "kam" vormend die wat naar achteren helt en ingekeept is om ruimte te scheppen voor de erin grijpende tanden van de onderkaken. Achter de kam staan "hoektanden" die de vorm hebben van vervaarlijke slagtanden. Bij vroege vormen hebben die een kegelvormige bouw; latere soorten hebben zijdelings afgeplatte en gekartelde hoektanden. De "postcanine" tanden achter de hoektanden zijn een stuk kleiner en afgeplat; ze dienden vermoedelijk om het vlees van de prooi te versnijden. Het slaapvenster reikt naar voren tot onder de oogkas, zodat de achterrand daarvan naar voren lijkt te krommen.

## Fylogenie
De Anteosauria vormen de zustergroep van de Tapinocephalia binnen de Dinocephalia. Ze omvatten de Anteosauridae en de Syodontidae. Volgens Kammerer gaat het bij die laatste om een Syodontinae binnen de Anteosauridae.

## Levenswijze
Traditioneel werd aangenomen dat anteosauriërs er een amfibische levenswijze op nahielden. Dat was niet zo vreemd omdat de zoetwaterhabitat in het Perm vermoedelijk productiever was dan het droge land. Nog in de eenentwintigste eeuw meende de Russische paleontoloog Michail Feodosiewitsj Iwachnenko dat anteosauriërs waterbewonende viseters waren waarvoor de huidige otters het beste model vormden.
In 2011 verwierp Christian Kammerer deze interpretatie. Bij viseters zijn de kaken typisch zeer langwerpig en de tanden talrijk, kegelvormig en scherp, zodat de glibberige prooi gegrepen en vastgehouden kan worden. Hun achterste schedel is relatief klein. Dit wijkt af van de vrij brede zware kop en naar verhouding stompe postcanine tanden van de Anteosauria. Ook zijn de anteosaurische ledematen relatief lang, niet gebouwd als korte peddels om te zwemmen.
Boonstra zag de anteosauriërs al als landdieren maar meende dat ze aaseters waren die de prooien inpikten van kleinere en actievere roofdieren zoals de Therocephalia en Gorgonopsia. Ook daar was Kammerer het niet mee eens. Hij wees erop dat veel plantenetende Dincocephalia zo groot waren dat ze vrijwel immuun moeten zijn geweest voor bejaging door kleine roofdieren. Alleen de even omvangrijke grotere Anteosauria konden zulke zware prooien aan en waren dus kennelijk de apexpredatoren van hun leefgebied. Natuurlijk zouden ze een karkas niet versmaad hebben, als de gelegenheid zich voordeed maar het waren geen gedwongen aaseters. De enorme slagtanden konden volgens Kammerer wellicht dienen om botten te kraken hoewel hun functie nog onvoldoende onderzocht was. De Anteosauria waren de grootste landroofdieren die de wereld gekend had en joegen op grote Tapinocephalia en Pareiasauria. Na hun uitsterven werd het bouwplan van de Anteosauria tijdens het late Perm geïmiteerd door de Rubidgeinae en tijde de Trias door de Erythrosuchidae.
Iwachnenko meende dat de extreme verdikking van de schedeldaken die veel anteosauriërs tonen, diende om de oeverbegroeiing te pletten. Kammerer zag dit als onwaarschijnlijk. Veeleer diende het versterkte schedeldak als versterking voor verhoogde bijtkrachten, zoals bij het kraken van botten. De kleinere Syodontinae zouden daarom geen verdikte botwanden nodig gehad hebben. Een andere plausibele functie zag hij in het geven van kopstoten bij gevechten binnen de soort.